# Lady from Chungking
Lady from Chungking ist ein US-amerikanischer Propagandafilm von William Nigh aus dem Jahre 1942.

## Handlung
Ein chinesisches Dorf in der Zeit des Zweiten Weltkrieges. Nachdem japanische Truppen das Land besetzt haben, werden die Einheimischen zur Arbeit auf den Reisfeldern gezwungen. Kwan Mei – eine Adlige, deren Familie von den Japanern enteignet wurde – befehligt eine Gruppe von Partisanen, die einen bewaffneten Aufstand vorbereiten.
Als japanische Jäger über dem Reisfeld, in dem Kwan Mei und ihre Gefolgsleute arbeiten, einen amerikanischen Bomber abschießen, können die beiden Piloten, Rodney Carr und Pat O’Rourke, sich mit ihren Fallschirmen retten. O’Rourke wird jedoch von einem japanischen Feldaufseher angeschossen, den Kwan Mei sofort töten lässt. Während die Partisanen den verletzten Amerikaner in ein Versteck schaffen, unternimmt Carr einen heldenhaften, aber aussichtslosen Versuch, eine Gruppe von japanischen Soldaten anzugreifen. Der Offizier der Japaner, Lieutenant Shimoto, lässt ihn sogleich verhaften und bringt ihn vor den soeben eingetroffenen General Kaimura, den Kwan Mei wegen seines notorischen Sadismus später „den Schlachter“ nennt. Kaimura verhört Carr, doch obwohl er mit Folter droht und dann auch mit Bezahlung lockt, gibt Carr nicht preis, was er über die Angriffspläne der amerikanischen Luftwaffe weiß. Kaimura lässt ihn im Keller seines Hotels einsperren. Dort macht er die Bekanntschaft von Lavara, die im Hotel als Sängerin arbeitet. Als Amerikanerin, die im Ausland geboren ist und die USA nie betreten hat, ist sie auf der Suche nach ihrer persönlichen und nationalen Identität. Carr ist der erste amerikanische Mann, der ihr begegnet, und natürlich fliegen sofort die Funken.
Dennoch soll Lavara als Hotel-Entertainerin zunächst für Kaimuras Unterhaltung sorgen. Sein Adjutant Shimoto kennt den Geschmack seines Generals allerdings und weiß, dass der nicht auf schnodderige amerikanische Girls steht, sondern auf wirkliche Damen. Lavara wird darum schnell durch Kwan Mei ersetzt, die Shimoto bei Carrs Verhaftung kennengelernt hat und die er seinem Befehlshaber unter falschem Namen vorstellt. Kaimura ist von der eleganten Kwan Mei hingerissen und macht sie zu seiner ständigen Begleiterin. Als sie genug von ihm erfahren hat, informiert sie Carr über die militärischen Pläne der Japaner und überredet Lavara, ihn zu befreien, damit er diese Informationen an seine Befehlshaber weiterleiten kann. Während seiner Flucht kommt es zu einem Schusswechsel mit japanischen Soldaten, bei dem Lavara schwer verletzt wird; Carr kann jedoch entkommen und auch seine Geliebte in Sicherheit bringen.
Die von Carr weiter geleiteten Informationen können für einen groß angelegten Befreiungsschlag gegen die Japaner genutzt werden. Für Kwan Mei ist der Augenblick des Triumphes und der Wahrheit gekommen, in dem sie Kaimura mit ihrem Verrat offen konfrontiert und anschließend erschießt. Bevor die Kugel ihn tötet, kann er jedoch noch ihre Erschießung veranlassen, die sofort stattfindet. Sterbend erklärt Kwan Mei ihre Überzeugung, dass der Frieden und das chinesische Volk siegen werden.
Als die chinesische Luftwaffe einen Angriff fliegt, erklärt Kwan Mei sich Kaimura und erschießt ihn. Während er stirbt, wird auch Kwan Mei von seinen Leuten erschossen und stirbt, erklärt jedoch sterbend ihre Überzeugung, dass in diesem der Frieden und ihr Volk siegen werden.

## Hintergrund
Japan und China befanden sich seit dem Zwischenfall an der Marco-Polo-Brücke am 7. Juli 1937 im Krieg. Obwohl die chinesische Nationalregierung nach dem Beginn des Zweiten Weltkrieges und vor allem nach dem japanischen Angriff auf Pearl Harbor am 7. Dezember 1941 die militärische Unterstützung durch die USA erhielt, blieb die Situation an der chinesischen Front bis zum Kriegsende unentschieden. Hauptartikel: Der Sino-japanische Krieg.
Die Stadt Chungking – eigentlich Chongqing – der die weibliche Hauptfigur ihren Übernamen entliehen hat, ist heute eine Großstadt östlich der chinesischen Provinz Sichuan.

## Propagandamittel und Stereotype
Vor dem Hintergrund des Zweiten Weltkrieges nimmt der Film Partei für die japanisch besetzte Republik China und gegen die japanischen Aggressoren, die seit dem Angriff auf Pearl Harbor ja auch Kriegsgegner der USA waren. Die japanischen Militärs erscheinen in diesem Film als eigennützige, rücksichtslose und grausame Eroberer, denen jede Humanität fremd ist und die auch Zivilisten und Wehrlose – wie Kinder, Frauen und Alte – bedrohen, foltern und hinrichten. Der japanische General Kaimura leitet ein Verhör, in dessen Verlauf er in einer Willkürentscheidung drei alte Männer erschießen lässt: in Gesellschaft seiner Geliebten (Kwan Mei) und mit einem alkoholischen Getränk in der Hand. Danach erläutert er Kwan Mei, dass solche Akte der Grausamkeit seinen Appetit anregen.
Die Amerikaner werden als tollkühne Draufgänger charakterisiert, die eine Auseinandersetzung mit ihren Gegnern auch dann nicht scheuen, wenn sie hoffnungslos unterlegen sind. In der Eröffnungsszene wird ein Luftkampf zwischen sieben japanischen Jägern und einem einzigen amerikanischen Bomber gezeigt. Der Flieger Carr ist ein sympathischer Teufelskerl, der niemals auch nur eine Spur seines Charmes, seiner guten Laune und seiner Zuversicht verliert. Selbst während des Verhörs mit dem „Schlachter“ Kaimura versprüht er so viel Witz, dass der Japaner im Vergleich mit dem munteren Amerikaner einfach schlecht aussieht. Wichtiger als sein Leben ist Carr sein militärischer Auftrag, dem er weder unter Folter noch gegen Bezahlung untreu zu werden bereit ist.
Für den Fortgang der Handlung fast unwichtig, propagandistisch jedoch eine Schlüsselfigur ist die Sängerin Lavara, die mit ihrem üppigen blonden Haar, ihrem Schick und ihren etwas flapsigen Umgangsformen als klassisches amerikanisches Glamourgirl erscheint, dann jedoch offenbart, dass sie trotz ihrer amerikanischen Mutter noch nie in den USA war. Ihre innere Ferne zum Mutterland drückt sich in einem egoistischen Pragmatismus aus; Kwan Mei gegenüber (die als einzige ahnt, dass in Lavara eine Kämpferin steckt) äußert sie, dass sie in diesem multinationalen Krieg für niemanden Partei nehme außer für sich selbst. Mit der Liebe zu dem amerikanischen Flieger entwickelt sie sich jedoch zur Patriotin und unternimmt mit Carrs Befreiung, bei der sie beinahe stirbt (der Film lässt das offen), sogar eine Heldentat.
Als Nebenfigur spielt auch ein Deutscher eine Rolle: der Hotelbesitzer Hans Gruber, der mit seiner Glatze, seiner Dienstfertigkeit und seiner Gewohnheit, selbst die Japaner mit einem kernigen „Heil Hitler“ zu begrüßen, einerseits als Witzfigur erscheint. Andererseits entpuppt er sich jedoch auch als Opportunist, der die Chinesen – wenn sie mit harten amerikanischen Dollars bezahlen – mit Waffen beliefert, obwohl er als Nazi eigentlich den japanischen Bündnispartnern die Treue halten sollte.
Die Chinesen werden in dem Film durch die Titelfigur Kwan Mei repräsentiert. Ihre Darstellerin, Anna May Wong, war die bekannteste chinesisch-amerikanische Filmschauspielerin ihrer Zeit. Wong war aufgrund ihrer chinesischen Abstammung bis weit in die 1930er Jahre hinein auf stark klischeehafte Charaktere festgelegt gewesen. Als Darstellerin von China Dolls und Dragon Ladys hatte sie vor dem Zweiten Weltkrieg im rassistischen Hollywood kaum Gelegenheit erhalten, Asiatinnen auf differenzierte und sympathische Weise zu interpretieren. Obwohl der Rassismus während des Krieges auch in den USA eine neue Hochkonjunktur erlebte, kam Wong ihrem persönlichen Ziel, einen Beitrag zur Verbesserung des Images der Chinesen zu leisten, jedoch ausgerechnet im Genre des Propagandafilms näher als jemals zuvor.
Auch Kwan Mei ist eine Dragon Lady, die planvoll die Mittel der Verführung einsetzt, um ihren Gegner auszuschalten. Sie scheut, um dieses Ziel zu erreichen, auch keine Grausamkeit – ein Zug, der Chinesen in den amerikanischen Medien immer wieder besonders zugeschrieben wurde. Unterlaufen wird dieses Klischee jedoch durch Kwan Meis Sensibilität (sie kann es kaum ertragen, die Erschießung der alten Männer mit anzusehen), ihren selbstlosen politischen Idealismus und ihre Fürsorglichkeit (gegenüber dem Kind Lu-Chi und gegenüber dem verletzten O’Rourke).

## Produktion und Kinoauswertung
„Lady from Chungking“ war der zweite Film der Alexander-Stern Productions, der nur von 1942 bis 1945 bestehenden Produktionsfirma von Arthur Alexander, einem Deutschen, der seit den 1920er Jahren in Hollywood arbeitete. Die Firma war auf Western und Actionfilme spezialisiert; ihr erfolgreichstes Produkt war eine vielteilige Westernserie mit dem Kriminalfälle lösenden „Texas Ranger“ Dave Wyatt (Dave O’Brien).
Als Regisseur für „Lady from Chungking“ wählte Alexander den 60-jährigen William Nigh aus, der bereits in der Stummfilmzeit viel gefragt war und der in jüngerer Vergangenheit durch Filme wie „Gangster’s Boy“ (1938), „Son of the Navy“ (1940) und „Mr. Wise Guy“ (1942) hervorgetreten war. Mit der Hauptdarstellerin Anna May Wong hatte Nigh bereits in den 1920er Jahren zusammengearbeitet („Mr. Wu“, 1927; „Across to Singapore“, 1928). Die Rolle des japanischen Generals Kaimura wurde mit Harold Huber, einem in New York geborenen Weißen, besetzt, der seit den 1930er Jahren gelegentlich Fernöstler spielte, u. a. in dem großen MGM-Film „Die gute Erde“ (1937). Dem Publikum war Huber aber eher aus einer Reihe von Charlie-Chan-Filmen vertraut, in denen er verschiedene (weiße) Polizeioffiziere darstellte. Mae Clarke, die Darstellerin der Lavara, war unter anderem aus James Whales „Frankenstein“-Film von 1931 bekannt. Den deutschen Hotelier spielte Ludwig Donath, ein in Wien geborener Schauspieler, der in den 1930er Jahren über die Schweiz in die USA ging, wo er in zahlreichen Anti-Nazi-Filmen mitwirkte; in James P. Hogans Kriegsfilm „The Strange Death of Adolf Hitler“ (1943) erschien er in der Rolle der Titelfigur.
„Lady from Chungking“ wurde am 21. Dezember 1942 uraufgeführt. Den Verleih übernahm die Producers Releasing Corporation (PRC).

## Kritik
Die New York Times schreibt, „Lady from Chungking“ erreiche nicht das Niveau von Wongs folgendem Film “Bombs Over Burma”, der vom Können seines Regisseurs Joseph H. Lewis profitiert habe.